# یمگان
یُمگان یا یَمگان روستایی است در ولایت بدخشان افغانستان. گفته می‌شود ناصر خسرو در این روستا درگذشت و مدفن او در این مکان است. در توضیح این واژه در لغت‌نامه دهخدا چنین آمده است:
یمگان [ ی َ / ی ُ ] (اِخ) یمگان دره. از اعمال بدخشان است و منفی و مدفن ناصرخسرو علوی بدانجاست. یمغان.
یمکان. (یادداشت مؤلف). نام قصبه‌ای است از بدخشان که بر سمت کاشغر واقع است. گویند مدفن حکیم ناصرخسرو در آنجاست و بعضی گویند در سه روزهٔ آنجاست. (برهان). تبدیل یمگان به یمغان و تعریب به ینبقان مؤید رجحان گاف است بر کاف. بنابه نوشتهٔ محمدنادرخان در کتاب «راهنمای قطغن و بدخشان» درهٔ یمگان درهٔ ممتدی است مشتمل بر قریب ۱۲ قطعه آبادی، و بلوک یمگان به عنوان «تکاب یمگان» از مضافات قصبهٔ جرم محسوب و مشتمل بر ۲۳ قشلاق است که جمعاً ۲۶۸۰ خانه و قریب ۲۰۰۰۰ نفر نفوس دارد و ازقصبهٔ جرم تا دهان «تنکی کران» یمگان گفته می‌شود. وقصبهٔ جرم از فیض آباد که مرکز بدخشان است شش الی هفت فرسخ فاصله دارد. یکی از آبادیهای یمگان به نام «زیارت حضرت سید» موسوم است و احتمال دارد قبر ناصرخسرو باشد. برخی اهالی اطراف جرم، شیعهٔ آغایی خانی (یعنی اسماعیلیهٔ آقاخانی) هستند. (از حاشیهٔ برهان چ معین) :هنگام حمله چنگیز کل اهالی یمگان به کمک ارتش خوارزمشاهی شتافتند
اگر خوار است و بیمقدار یمگان
مرا اینجا بسی عز است و مقدار
ناصرخسرو.
منگر بدان که در ده یمگان
محبوس کرده‌اند مجانینم.
ناصرخسرو.
من به یمگان به بیم و خوار و به جرم
ایمنند آنکه دزد و میخوارند.
ناصرخسرو.
ناصرخسرو چو در یمگان نشست
آه او از چرخ این کیوان گذشت.
عطار.
گوشهٔ یمگان گرفت و کنج کوه
تا نبیند روی شوم آن گروه.
عطار.